# Stéphanie Hennette-Vauchez
Pour les articles homonymes, voir Vauchez.
Stéphanie Hennette-Vauchez, née le 25 décembre 1972, est une professeure de droit public à l'Université Paris-Nanterre. Elle dirige le Centre de recherches et d’études sur les droits fondamentaux (CREDOF) depuis 2015. Ses recherches portent sur la bioéthique, le genre, la théorie et la sociologie des droits de l'homme.

## Biographie
Stéphanie Hennette est diplômée de l'Institut d'études politiques de Paris (Sciences Po) et de l'Université Panthéon-Sorbonne. En 2000, elle soutient une thèse sous la direction du professeur Étienne Picard intitulée « Les droits de la personne sur son corps autour du moment de la mort : contribution à l'analyse théorique de la validité juridique des droits ». Elle effectue une année post-doctorale à l'Université Northwestern de Chicago en tant que boursière du programme Fulbright.
De 2002 à 2007, elle est professeure à l'Université Paris-Est-Créteil-Val-de-Marne. De 2007 à 2010, elle profite du programme de recherche européen Actions Marie Skłodowska-Curie pour étudier au Centre Robert Schuman de l'Institut universitaire européen de Florence. En 2013, elle est visiting professor à l'Université de Princeton aux États-Unis.
En 2010, elle devient professeure de droit public à l'Université Paris-Nanterre, et dirige la deuxième année du master Droits de l'homme. De 2011 à 2015, elle est coresponsable du projet de Recherches et études sur le genre et les inégalités dans les normes en Europe (REGINE). De 2011 à 2018, elle est membre du Conseil scientifique de l'Institut Émilie-du-Châtelet sur les femmes, le genre et la sexualité. De 2012 à 2015, elle est membre du Conseil scientifique de l'Institut du Genre du Centre national de la recherche scientifique (CNRS), et depuis 2012 préside le Conseil scientifique de la mission de recherche Droit & Justice.
De 2015 à 2024, elle est présidente du Centre de recherches et d’études sur les droits fondamentaux (CREDOF) de l'Université de Nanterre,. En 2020, elle est membre du comité scientifique du projet de recherche QPC 2020, étudiant la Question prioritaire de constitutionnalité pour le Conseil constitutionnel,. Elle intervient dans le débat public pour alerter sur le risque d'intégrer des mesures d'exceptions de l'état d'urgence dans le droit commun, et appelle au respects des droits fondamentaux et droits de l'homme en France,,,,,.

## Prix
- Lauréate sénior de l'Institut universitaire de France, 2019

## Publications

### Manuel
- Stéphanie Hennette-Vauchez et Diane Roman, Droits de l'Homme et Libertés Fondamentales, Paris, Dalloz, coll. « Hypercours », 2013 (ISBN 2247169376)

### Ouvrages personnels
- Stéphanie Hennette, Thomas Piketty, Guillaume Sacriste et Antoine Vauchez, Pour un traité de démocratisation de l'Europe, Paris, Seuil, 2016 (ISBN 9782021372755)
- R. Encinas, C. Herrera, O. Leclerc, S. Hennette, L'analyse juridique de (x). Le droit parmi les sciences sociales, Kimé, 2016
- Stéphanie Hennette-Vauchez et Vincent Valentin, L'affaire Baby Loup ou la Nouvelle Laïcité, Lextenso, 2014
- Stéphanie Hennette-Vauchez, Le droit de la bioéthique, La Découverte, coll. « Repères » (no 541), 2009 (ISBN 9782707156754)
- Stéphanie Hennette-Vauchez, Disposer de soi ? Une analyse du discours juridique sur les droits de la personne sur son corps, L'Harmattan, 2004
- Stéphanie Hennette-Vauchez, La démocratie en état d'urgence : Quand l’exception devient permanente, Le Seuil, 2022, 224 p. (EAN 9782021495515)
- Stéphanie Hennette Vauchez, Laïcité, anamosa, coll. « Le mot est faible », 2023 (ISBN 978-2-38191-076-5)[15],[16]
- Stéphanie Hennette-Vauchez, L’École et la République : La nouvelle laïcité scolaire, Dalloz, 2023, 350 p. (ISBN 978-2-247-22115-8)[17]

### Directrice d'ouvrage
- Stéphanie Hennette-Vauchez (dir.), Ce qui reste(ra) toujours de l'urgence, LGDJ/Varenne, 2018, 402 p. (ISBN 978-2-37032-177-0)
- Stephanie Hennette-Vauchez (dir) et Laurie Marguet (dir), De haute lutte: la révolution de l'avortement, Editions du CNRS, 9 Janvier 2025  (ISBN 978-2271151759) 502 p.